# Viktor Hammarberg
Knut Viktor Emanuel Hammarberg, född 15 januari 1871 i Sköns socken, död 7 februari 1950 i Karlstad, var en svensk skolman och läroboksförfattare.
Viktor Hammarberg blev filosofie doktor 1903, rektor i Norrtälje 1907, i Skövde 1911 och var rektor i Karlstad 1919–1936. Förutom bearbetningar för skolbruk av engelsk litteratur samt översättningsövningar utgav Hammarberg bland annat Des adjectifs et des participes substantivés en ancien français (1903) samt tillsammans med S. Zetterström Engelsk grammatik (1907, 11:e upplagan 1946) och Kortfattad engelsk skolgrammatik (1915, 13:e upplagan 1944).